# أليسيا بريدغز
أليسيا بريدغز (بالإنجليزية: Alicia Bridges)‏ هي مغنية وموسيقية أمريكية، ولدت في 15 يوليو 1953 في لاونديل في الولايات المتحدة.

## وصلات خارجية
- الموقع الرسمي
- أليسيا بريدغز على موقع IMDb (الإنجليزية)
- أليسيا بريدغز على موقع ميوزك برينز (الإنجليزية)
- أليسيا بريدغز على موقع إن إن دي بي (الإنجليزية)
- أليسيا بريدغز على موقع أول ميوزيك (الإنجليزية)
- أليسيا بريدغز على موقع ديسكوغز (الإنجليزية)
- أليسيا بريدغز على موقع قاعدة بيانات الفيلم (الإنجليزية)